# Liste der Bodendenkmäler in Fridolfing
Auf dieser Seite sind die Bodendenkmäler in der oberbayerischen Gemeinde Fridolfing zusammengestellt. Diese Tabelle ist eine Teilliste der Liste der Bodendenkmäler in Bayern. Grundlage ist die Bayerische Denkmalliste, die auf Basis des Bayerischen Denkmalschutzgesetzes vom 1. Oktober 1973 erstmals erstellt wurde und seither durch das Bayerische Landesamt für Denkmalpflege geführt wird. Die folgenden Angaben ersetzen nicht die rechtsverbindliche Auskunft der Denkmalschutzbehörde.

## Bodendenkmäler in Fridolfing
| Lage                        | Objekt | Akten-Nr.     | Bild           |
| --------------------------- | --- | ------------- | -------------- |
| (Standort)                  | Reihengräberfeld des frühen Mittelalters und Körpergräber der mittleren Latènezeit. | D-1-7942-0001 |                |
| (Standort)                  | Körpergräber der Völkerwanderungszeit. | D-1-7942-0007 |                |
| Kirchenstraße 23 (Standort) | Untertägige mittelalterliche und frühneuzeitliche Befunde im Bereich der katholischen Filialkirche St. Martin in Pietling und ihrer Vorgängerbauten.                                        | D-1-7942-0166 | weitere Bilder |
| (Standort)                  | Brandgräber der späten Bronzezeit und Körpergräber der römischen Kaiserzeit. | D-1-8042-0004 |                |
| (Standort)                  | Körpergräber des frühen Mittelalters. | D-1-8042-0008 |                |
| (Standort)                  | Brandgräber der römischen Kaiserzeit. | D-1-8042-0122 |                |
| (Standort)                  | Villa rustica der römischen Kaiserzeit. | D-1-8042-0123 |                |
| (Standort)                  | Siedlung der Latènezeit und der römischen Kaiserzeit. | D-1-8042-0124 |                |
| Watzmannstraße 2 (Standort) | Untertägige mittelalterliche und frühneuzeitliche Befunde im Bereich der katholischen Filialkirche St. Johannes der Täufer und Johannes Evangelist in Fridolfing und ihrer Vorgängerbauten. | D-1-8042-0130 | weitere Bilder |
| (Standort)                  | Abgegangene Kirche des Mittelalters und der frühen Neuzeit mit aufgelassenem Friedhof (ehemalige Pfarrkirche Mariä Himmelfahrt in Fridolfing).                                              | D-1-8042-0135 |                |
| (Standort)                  | Reihengräberfeld des frühen Mittelalters. | D-1-8043-0104 |                |
| (Standort)                  | Burgstall des Mittelalters und der frühen Neuzeit (Schloss Lebenau). | D-1-8043-0105 |                |
| (Standort)                  | Erdstall des hohen Mittelalters. | D-1-8043-0107 |                |
| (Standort)                  | Verebnete Grabhügel vorgeschichtlicher Zeitstellung. | D-1-8043-0112 |                |
| (Standort)                  | Untertägige spätmittelalterliche und frühneuzeitliche Befunde im Bereich der katholischen Filialkirche St. Koloman in der Lebenau bei Kolomann.                                             | D-1-8043-0160 | weitere Bilder |
| (Standort)                  | Grabhügel vorgeschichtlicher Zeitstellung. | D-1-8043-0174 |                |
| (Standort)                  | Verebneter Grabhügel mit Kreisgraben vor- und frühgeschichtlicher Zeitstellung. | D-1-8043-0175 |                |